# Live in California 74
Live in California 74 je glazbeni DVD uživo britanskog hard rock sastava Deep Purple, kojeg 2006. godine, objavljuje diskografska kuća 'EMI'.
Koncert je snimljen i uživo emitiran preko televizijske kuće 'ABC', 6. travnja 1974. godine u Ontario Speedway, u blizini Los Angelesa. Ovaj koncert prvi put je izdan na DVD-u i CD-u 1981. godine, pod nazivom California Jam. Ovo je prvo službeno izdanje na DVD-u, na kojemu se nalazi kompletan koncert. Skladba "Lay Down, Stay Down", nije uključena na originalnom video izdanju.
Prve četiri skladbe bile su izdane netom prije na studijskom albumu Burn. Ostale sakladbe nalaze se na albumu Made in Japa. "Smoke on the Water", "Space Truckin'", "Lazy" i "The Mule, skladbe su koje su izvodili u uvodu koncerta, a završavali su sa "You Fool No One".

## Live in California 74
1. "Intro" - 1:27
2. "Burn" (Ritchie Blackmore, Jon Lord, Ian Paice, David Coverdale) - 7:30
3. "Might Just Take Your Life" (Blackmore, Lord, Paice, Coverdale) - 5:54
4. "Lay Down, Stay Down" (Blackmore, Lord, Paice, Coverdale) - 5:11
5. "Mistreated" (Blackmore, Coverdale) - 12:12
6. "Smoke on the Water" (Blackmore, Ian Gillan, Roger Glover, Lord, Paice) - 8:54
7. "You Fool No One" (Blackmore, Lord, Paice, Coverdale) - 19:07
8. "Space Truckin' " (Blackmore, Gillan, Glover, Lord, Paice) - 25:39

### Bonus skladbe
1. "Burn" - 8:21
2. "Might Just Take Your Life" - 5:02

### Arhivski pregled
Live in Concert 72/73
1. "Highway Star" (Blackmore, Gillan, Glover, Lord, Paice) - 7:27

## Izvođači
- Ritchie Blackmore: Prva gitara
- David Coverdale: Prvi vokal
- Glenn Hughes: Bas gitara, vokal
- Jon Lord: Orgulje, klavijature
- Ian Paice: Bubnjevi

## Vanjske poveznice
- Allmusic - Live in California 74 - Deep Purple